# Spodnje Gorče
Spodnje Gorče je naselje u slovenskoj Općini Braslovči. Spodnje Gorče se nalazi u pokrajini Štajerskoj i statističkoj regiji Savinjskoj. 

## Stanovništvo
Prema popisu stanovništva iz 2002. godine naselje je imalo 67 stanovnika.